# Манонвиль
Манонви́ль (фр. Manonville) — коммуна во французском департаменте Мёрт и Мозель региона Лотарингия. Относится к  кантону Домевр-ан-Э.	

## География
Манонвиль расположен в 26 км к северо-западу от Нанси. Соседние коммуны: Мартенкур на северо-востоке, Домевр-ан-Э на юго-востоке, Минорвиль на юго-западе, Новьянт-о-Пре на северо-западе.

## История
- Средневековый замок XIV века принадлежал баронам де Манонвиль, руины замка ещё оставались XV-XVI веках. К концу XVII века следы замка исчезли.

## Демография
Население коммуны на 2010 год составляло 242 человека.
| 1962 | 1968 | 1975 | 1982 | 1990 | 1999 | 2010 |
| ---- | ---- | ---- | ---- | ---- | ---- | ---- |
| 189  | 175  | 182  | 191  | 189  | 206  | 242  |

## Достопримечательности
- Церковь XVIII века.